# Aron Schmidhuber
Aron Schmidhuber (Ottobrunn, 28 februari 1947) is een voormalig  voetbalscheidsrechter uit Duitsland. Hij leidde 142 duels in de Bundesliga, en maakte zijn debuut in de hoogste afdeling van het (West-)Duitse profvoetbal in het seizoen 1980-1981. Tevens was hij actief bij het WK voetbal 1990 in Italië, waar hij twee duels floot, en bij het EK voetbal 1992 in Zweden (één duel). Schmidhuber leidde de finale van de strijd om de Europa Cup I in 1992 op Wembley, waar FC Barcelona met 1-0 won van Sampdoria door een vrije trap in de verlenging van Ronald Koeman.